# ケイティ・ホームズ
ケイティ・ホームズ（Katie Holmes, 本名: ケイト・ノエル・“ケイティ”・ホームズ、Kate Noelle "Katie" Holmes, 1978年12月18日 - ）は、アメリカ合衆国の女優、映画監督。元夫はトム・クルーズ。

## 来歴

### 生い立ち
オハイオ州トレド市で生まれる。父親のマーティンは弁護士、母親のキャスリーンは主婦。5人兄弟の末っ子。ちなみに、ポルノスターのジョン・ホームズは彼女の親戚である。

### キャリア
高校生の頃から演劇を始め、モデルとしても働く。1997年にオーディションに合格してアン・リー監督作品『アイス・ストーム』で映画デビュー。翌年放送開始のテレビシリーズ『ドーソンズ・クリーク』にも出演し、アメリカ合衆国のティーンの間で人気を博す。この年の『ピープル』誌の「21歳以下の最もホットな21人」や2003年には「最も美しい50人」に選ばれる。
1999年公開の『洗脳』でMTVムービー・アワードのブレイクスルー演技賞を受賞。その後も『鬼教師ミセス・ティングル』や『go』などの若者向け映画から『バットマン ビギンズ』のヒロインまで着実にキャリアを重ねていった。

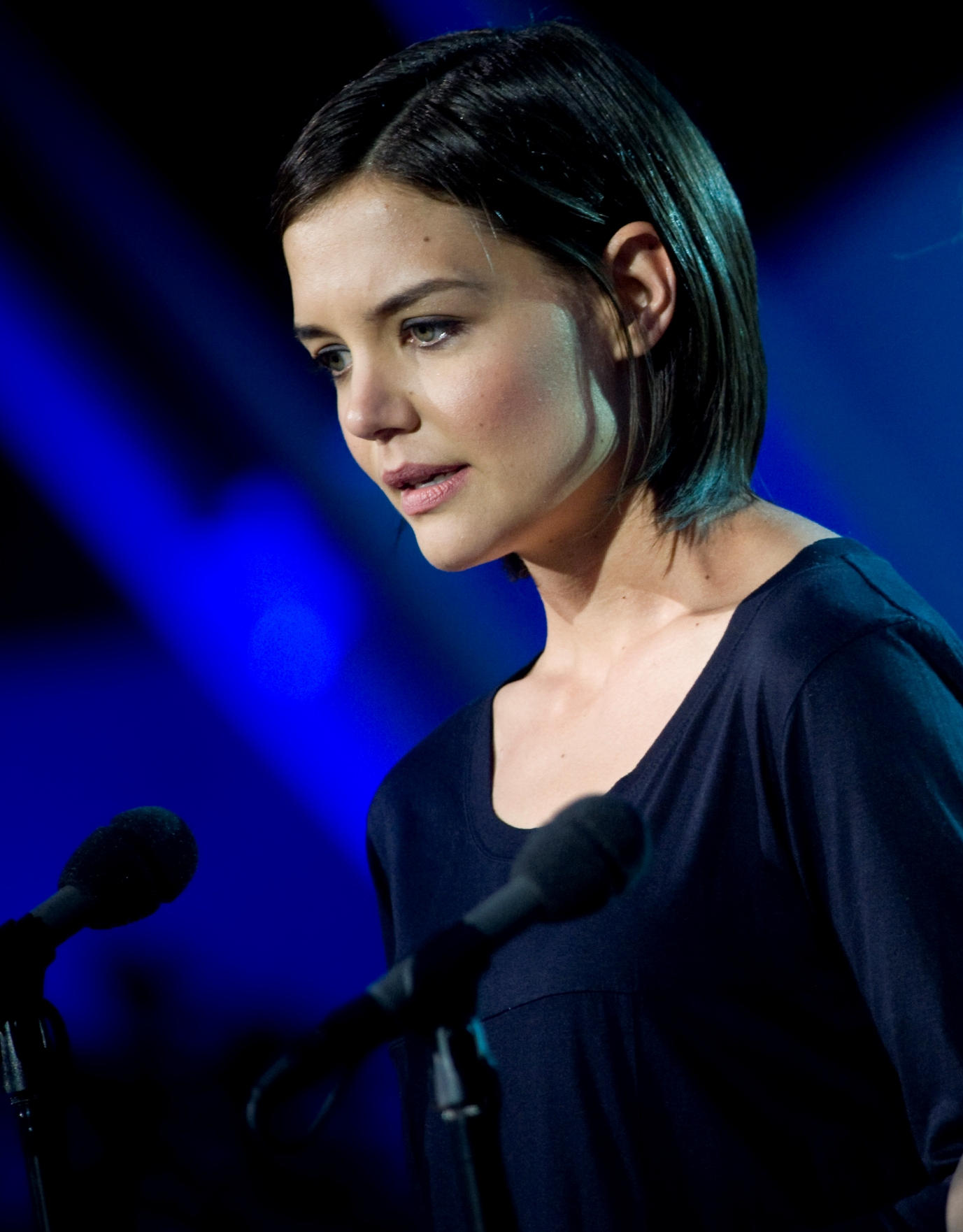
2009年

2008年にはアーサー・ミラーの『みんな我が子』でブロードウェイ・デビューを果たした。
しかし、トム・クルーズとの結婚後は女優としての活躍の場は減り、メディアに取り上げられるのはクルーズや娘のことなど私生活ばかりになった。2008年に公開された『バットマン ビギンズ』の続編である『ダークナイト』では、前作から登場する人物のキャストの中ではただ一人降板している。2011年は『陰謀の代償 N.Y.コンフィデンシャル』に出演したが、端役にもかかわらず酷評されて大ブーイングを受けた。離婚後の2013年は舞台に主演したが、不評と観客数が伸び悩み、打ち切りになった。
2016年、『私の居場所の見つけかた』で映画監督デビューを果たした。
映画業界の外での活動としては、コーチやGAP、ミュウミュウの広告塔を務めている。2007年にはニューヨーク・マラソンに参加し、完走した。

## 私生活

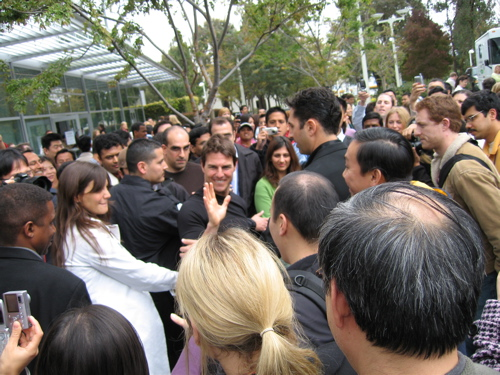
トム・クルーズと (2006年3月)

過去に『ドーソンズ・クリーク』で共演したジョシュア・ジャクソンと交際。また、2000年からクリス・クラインと交際し、2003年には婚約したが2005年に婚約破棄。
2005年からトム・クルーズと交際を始め、すぐに婚約。2006年4月18日にサンタモニカで長女（シュリ・クルーズ）を出産、同年11月19日にイタリアで挙式した。交際前はニューヨークに住んでいたが、結婚後はロサンゼルスで暮らしている。また、カトリック教徒だったが、結婚後はサイエントロジーに改宗した。
トム・クルーズとのゴシップをネタにされることが多く、2006年のゴールデンラズベリー賞（第26回ゴールデンラズベリー賞）で最もうんざりしたタブロイドネタ賞を受賞している。

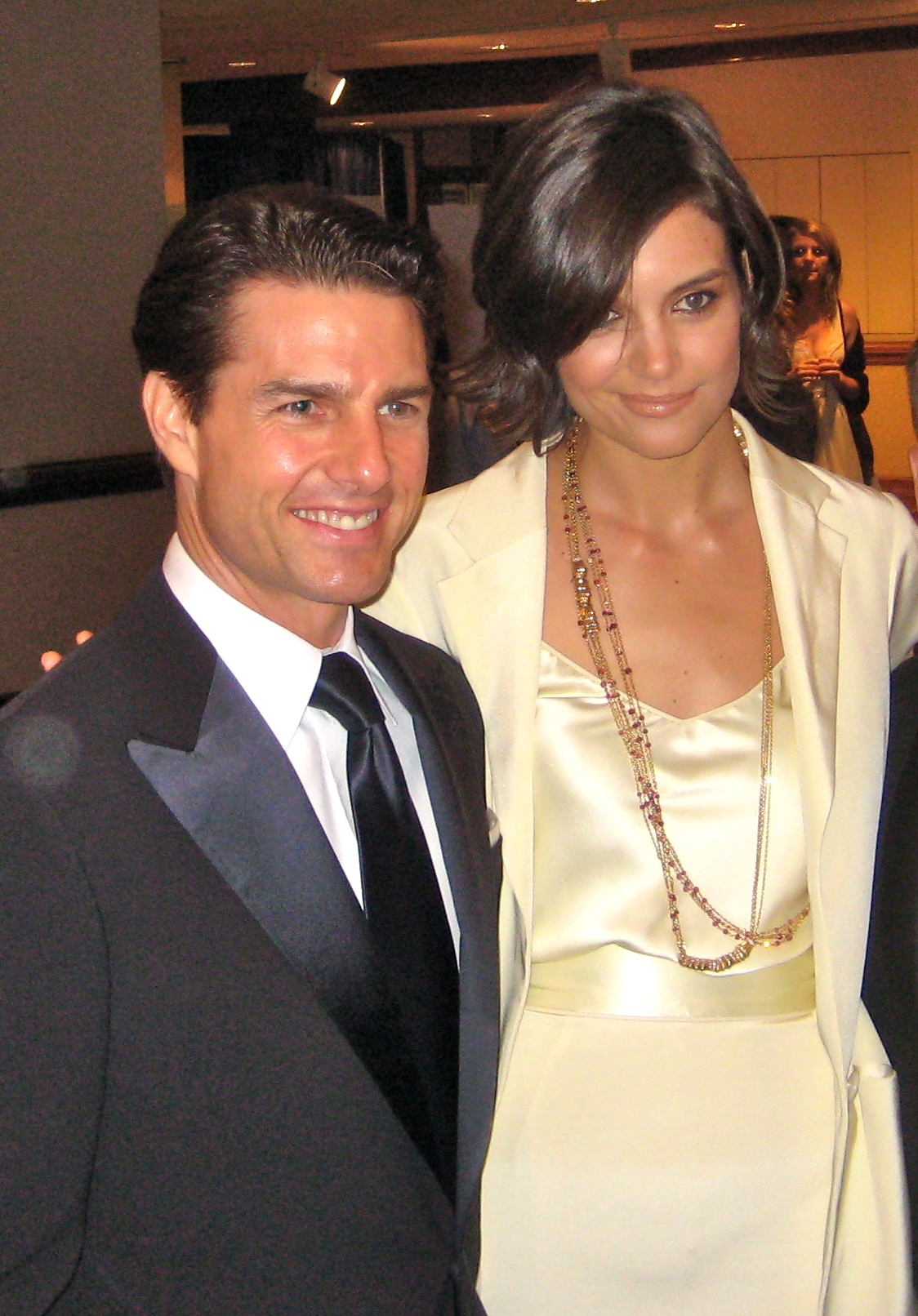
トム・クルーズと2009年

2012年6月、トム・クルーズとの離婚申請を発表、7月に和解に達し正式に離婚した。離婚理由はクルーズが娘もサイエントロジーに入信させようとしたことによる対立、および教育方針を巡っての意見の相違であり、離婚後の親権はホームズが獲得した。
2013年からジェイミー・フォックスと極秘交際を開始。2人は2017年9月4日、マリブビーチで手をつないで歩いているところを目撃され、初めて交際を公にした。しかし2019年に破局したと報道される。

## フィルモグラフィー

### 映画
| 年   | 邦題/原題                                                          | 役名                         | 備考                                   |
| ---- | ------------------------------------------------------------------ | ---------------------------- | -------------------------------------- |
| 1997 | アイス・ストーム The Ice Storm                                     | リベッツ・ケイシー           |                                        |
| 1998 | 洗脳 Disturbing Behavior                                           | レイチェル・ワグナー         |                                        |
| 1999 | go                                                                 | クレア・モンゴメリー         |                                        |
| 1999 | 鬼教師ミセス・ティングル Teaching Mrs. Tingle                      | リー・アン・ワトソン         |                                        |
| 2000 | ワンダー・ボーイズ Wonder Boys                                     | ハンナ・グリーン             |                                        |
| 2000 | ギフト The Gift                                                    | ジェシカ・キング             |                                        |
| 2002 | ケイティ Abandon                                                   | ケイティ・バーク             |                                        |
| 2003 | フォーン・ブース Phone Booth                                       | パメラ・マクファッデン       |                                        |
| 2003 | 歌う大捜査線 The Singing Detective                                 | ミルズ                       |                                        |
| 2003 | エイプリルの七面鳥 Pieces of April                                 | エイプリル・バーンズ         |                                        |
| 2004 | ホワイト・プリンセス First Daughter                                | サマンサ・マッケンジー       |                                        |
| 2005 | バットマン ビギンズ Batman Begins                                  | レイチェル・ドーズ           |                                        |
| 2005 | サンキュー・スモーキング Thank You for Smoking                     | ヘザー・ホロウェイ           |                                        |
| 2008 | デンジャラスな妻たち Mad Money                                     | ジャッキー・トゥルーマン     |                                        |
| 2010 | 選ばれる女にナル3つの方法 The Romantics                            | ローラ・ローセン             | 兼製作総指揮                           |
| 2011 | 陰謀の代償 N.Y.コンフィデンシャル The Son of No One                | ケリー・ホワイト             |                                        |
| 2011 | ダーク・フェアリー Don't Be Afraid of the Dark                     | キム                         |                                        |
| 2011 | ジャックとジル Jack and Jill                                       | エリン・サデルステイン       |                                        |
| 2013 | ブロークン・ポイント Days and Nights                               | アレックス                   |                                        |
| 2014 | ミス・メドウズ 〜悪魔なのか? 天使なのか?〜 Miss Meadows            | ミス・メドウズ               |                                        |
| 2014 | ギヴァー 記憶を注ぐ者 The Giver                                    | ジョナスの母                 |                                        |
| 2015 | 黄金のアデーレ 名画の帰還 Woman in Gold                            | パム・シェーンベルク         |                                        |
| 2015 | Touched with Fire                                                  | Carla                        | 兼共同製作                             |
| 2015 | Underdogs                                                          | Older Laura                  | 声の出演（英語吹き替え）               |
| 2016 | 私の居場所の見つけかた All We Had                                  | リタ・カーマイケル           | 兼監督・製作                           |
| 2017 | ローガン・ラッキー Logan Lucky                                     | ボビー・ジョー・チャップマン |                                        |
| 2018 | オーシャンズ8 Ocean's 8                                            | 本人役                       | カメオ出演                             |
| 2019 | Coda                                                               | Helen Morrison               |                                        |
| 2020 | ザ・ボーイ 〜残虐人形遊戯〜 Brahms: The Boy II                     | ライザ                       |                                        |
| 2020 | ザ・シークレット: デア・トゥー・ドリーム The Secret: Dare to Dream | ミランダ・ウェルズ           | 別題『ザ・シークレット: 希望を信じて』 |

### テレビ
| 年         | 邦題/原題                                    | 役名                   | 備考                                |
| ---------- | -------------------------------------------- | ---------------------- | ----------------------------------- |
| 1998-2003  | ドーソンズ・クリーク Dawson's Creek          | ジョーイ・ポッター     | 主演 計128話出演                    |
| 2001       | サタデー・ナイト・ライブ Saturday Night Live | 本人 / ゲスト司会      | 「Katie Holmes/Dave Matthews Band」 |
| 2008       | 弁護士イーライのふしぎな日常 Eli Stone       | グレース               | 第2シーズン第2話「独りじゃない」    |
| 2011       | ケネディ家の人びと The Kennedys              | ジャッキー・ケネディ   | ミニシリーズ 計8話出演              |
| 2011, 2013 | ママと恋に落ちるまで How I Met Your Mother   | ナオミ                 | 計2話出演                           |
| 2015       | レイ・ドノヴァン ザ・フィクサー Ray Donovan  | ペイジ・フィニー       | 計11話出演                          |
| 2017       | The Kennedys: After Camelot                  | ジャクリーン・オナシス | 主演 計4話出演                      |